# يوغين باسيو
يوغين باسيو (مواليد 25 مايو 1980 في فاسلوي) هو لاعب كرة قدم روماني.